# Хочёма
Хочёма — деревня в Ступинском районе Московской области России в составе городского поселения Ступино (до 2006 года входила в Староситненский сельский округ). На 2016 год в Хочёме две улицы — Шатровая и Красногорская, а также одно садоводческое товарищество. Впервые в исторических документах упоминается в 1577 году, как сельцо Хочемы на речке Хочеме.
Хочёма расположена на юго-востоке района, на левом берегу реки Хочёмки (левый приток Каширки), высота центра деревни над уровнем моря — 138 м. Ближайшие населённые пункты: Лаптево примерно в 1,2 км на северо-восток, выше по реке и Ступино — около 1,5 км на юго-запад.

## Население
| 2002 | 2006 | 2010 |
| ---- | ---- | ---- |
| 6    | ↘3   | ↗24  |